# Fútbol en los Juegos del Océano Índico 2019
El fútbol fue una de las disciplinas en la que se disputó medallas en los Juegos del Océano Índico de 2019 realizado en Mauricio. El torneo se disputó del 18 al el 28 de julio de 2019.

## Árbitros
| Árbitros - Imtehaz Heeralall - Patrice Milazar - Adam Fazeel - Njaka Lovasoa Raharimanantsoa - Mohamed Athoumani - Jean Fabrice Commandant - Zachari Youssaffa | Árbitros asistentes - Fabien Cauvelet - Shailesh Gobin - Jeff Pithia - Akhtar Nawaz Rossaye - Dimbiniaina Andriatianarivelo - Danisson Ravelomandimby - Jaufar Rasheed - Said Omar Chebli - Azilani Abdoulmadjid - Eldrick Adelaide - Vincent Drole |

## Equipos participantes
| Equipos participantes | Equipos participantes | Equipos participantes | Equipos participantes |
| --------------------- | --------------------- | --------------------- | --------------------- |
| Comoras               | Madagascar            | Maldivas              | Mauricio              |
| Mayotte               | Reunión               | Seychelles            |                       |

## Fase de grupos

### Grupo A
| Selección  | PJ | PG | PE | PP | GF | GC | Dif. | Pts |
| ---------- | -- | -- | -- | -- | -- | -- | ---- | --- |
| Mauricio   | 2  | 0  | 2  | 0  | 2  | 2  | 0    | 2   |
| Seychelles | 2  | 0  | 2  | 0  | 1  | 1  | 0    | 2   |
| Madagascar | 2  | 0  | 2  | 0  | 1  | 1  | 0    | 2   |

| Fecha               | Lugar           |            |                       | Resultado |                       |            |
| ------------------- | --------------- | ---------- | --------------------- | --------- | --------------------- | ---------- |
| 18 de julio de 2019 | Curepipe        | Mauricio   | Bandera de Mauricio   | 1:1       | Bandera de Seychelles | Seychelles |
| 20 de julio de 2019 | Centre de Flacq | Seychelles | Bandera de Seychelles | 0:0       | Bandera de Madagascar | Madagascar |
| 22 de julio de 2019 | Curepipe        | Mauricio   | Bandera de Mauricio   | 1:1       | Bandera de Madagascar | Madagascar |

### Grupo B
| Selección | PJ | PG | PE | PP | GF | GC | Dif. | Pts |
| --------- | -- | -- | -- | -- | -- | -- | ---- | --- |
| Reunión   | 3  | 2  | 0  | 1  | 5  | 1  | +4   | 6   |
| Mayotte   | 3  | 2  | 0  | 1  | 5  | 2  | +3   | 6   |
| Comoras   | 3  | 2  | 0  | 1  | 4  | 2  | +2   | 6   |
| Maldivas  | 3  | 0  | 0  | 3  | 1  | 10 | −9   | 0   |

| Fecha               | Lugar           |         |                    | Resultado |                         |          |
| ------------------- | --------------- | ------- | ------------------ | --------- | ----------------------- | -------- |
| 18 de julio de 2019 | Centre de Flacq | Reunión | Bandera de Reunión | 4:0       | Bandera de las Maldivas | Maldivas |
| 18 de julio de 2019 | Centre de Flacq | Comoras | Bandera de Comoras | 0:2       | Bandera de Mayotte      | Mayotte  |
| 20 de julio de 2019 | Curepipe        | Reunión | Bandera de Reunión | 1:0       | Bandera de Mayotte      | Mayotte  |
| 20 de julio de 2019 | Curepipe        | Comoras | Bandera de Comoras | 3:0       | Bandera de las Maldivas | Maldivas |
| 22 de julio de 2019 | Centre de Flacq | Mayotte | Bandera de Mayotte | 3:1       | Bandera de las Maldivas | Maldivas |
| 22 de julio de 2019 | Curepipe        | Reunión | Bandera de Reunión | 0:1       | Bandera de Comoras      | Comoras  |

## Fase final

### Semifinales
| Fecha               | Lugar           |          |                     | Resultado                                                       |                       |            |
| ------------------- | --------------- | -------- | ------------------- | --------------------------------------------------------------- | --------------------- | ---------- |
| 24 de julio de 2019 | Curepipe        | Mauricio | Bandera de Mauricio | 1:0 Archivado el 24 de julio de 2019 en Wayback Machine. (pró.) | Bandera de Mayotte    | Mayotte    |
| 24 de julio de 2019 | Centre de Flacq | Reunión  | Bandera de Reunión  | 4:0 Archivado el 24 de julio de 2019 en Wayback Machine.        | Bandera de Seychelles | Seychelles |

### Disputa del bronce
| Fecha               | Lugar           |            |                       | Resultado |                    |         |
| ------------------- | --------------- | ---------- | --------------------- | --------- | ------------------ | ------- |
| 26 de julio de 2019 | Centre de Flacq | Seychelles | Bandera de Seychelles | 1:3       | Bandera de Mayotte | Mayotte |

### Disputa del oro
| Fecha               | Lugar           |          |                     | Resultado             |                    |         |
| ------------------- | --------------- | -------- | ------------------- | --------------------- | ------------------ | ------- |
| 28 de julio de 2019 | Centre de Flacq | Mauricio | Bandera de Mauricio | 1:1 (pró.) (pen. 0-1) | Bandera de Reunión | Reunión |